# Ctenichneumon columbianus
Ctenichneumon columbianus là một loài tò vò trong họ Ichneumonidae.